# 庫什蒂亞沙達爾烏帕齊拉
庫什蒂亞沙達爾乌帕齐拉是孟加拉国庫什蒂亞縣的一个乌帕齐拉，位於庫爾納专区的庫什蒂亞縣。

## 人口
據1991年孟加拉國人口普查，庫什蒂亞沙達爾共有戶數66,787戶，人口368,774人。其中男性佔比51.77%，女性佔比48.23%；成年人口194,778人。該地7歲以上人口之平均識字率為33.7%。